# Aparat
Aparát (latinsko aparator - priprava, apparare - pripravljati) je priprava ali sestavljena priprava za nek namen ali za opravljanje določenega dela. Aparati služijo pretvorbi snovi (materiala).
Aparati so lahko na primer:
- parni kotli
- rezervoarji
- uparjalniki
- kondenzatorji
- izmenjalci toplote
- hladilniki
- absorberji
- filtri
- sita
- centrifuge
- izločevalci
- separatorji

V običajnem govoru velikokrat aparate zamenjujemo z napravami in obratno. Na primer telefonski, radijski ali projekcijski aparat, oziroma redkeje televizijski, čeprav tudi pravilno fotografski aparat (fotoaparat).